# ポセイドーン
ポセイドーン（古希: ΠΟΣΕΙΔΩΝ〈Ποσειδῶν〉、古代ギリシア語ラテン翻字: Poseidōn）は、ギリシア神話の海と地震を司る神である。オリュンポス十二神の一柱。海洋の全てを支配し、地震をもコントロール出来るとされる。また、地下水の支配者でもあり、泉の守護神ともされる。
イオーニア方言系ではポセイダーオーンとも呼ばれる。エノシガイオスという名もある。日本語では長母音を省略してポセイドンとも呼ぶ。

## 概説
ポセイドーンの地位と実力は、ゼウス・エナリオス（海のゼウス）と呼ばれるほど高く、その支配力は全物質界に及んだ。ティーターノマキアーの際にキュクロープスから贈られた三叉の矛（トリアイナ）を最大の武器とし、これによって大海と大陸を自在に支配する。これを使えば容易く嵐や津波を引き起こし、大陸をも沈ませることができる上に、万物を木端微塵に砕くことができる。世界そのものを揺さぶる強大な地震を引き起こすことも可能で、そのあまりの凄まじさに、大地が裂けて冥界が露わになってしまうのではないかと冥王ハーデースが危惧したほどである。また、山脈を真っ二つに引き裂いて河の通り道を造ったり、山々と大地を深く切り抜いて海中へと投げて島を造ったこともある。
古くはペラスゴイ人に崇拝された大地の神（特に地震を司る）であったと考えられ、異名の1つに「大地を揺らす神」というものがある。また、馬との関わりが深く、競馬の守護神としても崇められた。その象徴となる聖獣は馬、牛、イルカであり、聖樹は松である。青銅の蹄と黄金のたてがみを持った白馬が牽く戦車に乗る。ポセイドーンの宮殿は大洋の中にあり、珊瑚と宝石で飾られているとされる。
また、大地の神であった特質からデーメーテールの夫の位置にいることもあり、ピガリアーではデーメーテールとの婚姻も伝えられている。ポセイドーンの名前の意味も、「ポシス＝ダー（大地の夫）」からきているとされているが、ジョン・チャドウィックは「ダー dā という語彙はギリシア語には1度しか現れないし『大地』という意味でもない」としてこの説を斥けている。

## 系譜
神話では、クロノスとレアーの子。ハーデースの弟でゼウスの兄。オリュンポス十二神の1柱である。ネーレーイデスの1人であるアムピトリーテーを妻とし、トリートーン、ロデー、ベンテシキューメーが彼女との子である。愛人も数多く存在し、その中でとりわけ有名な人物は後述するメドゥーサである。愛人との間の子にはオーリーオーン、ペーガソスなどがいる。

### アムピトリーテー
アムピトリーテーは美しい海の女神であるが、大波を引き起こしたり、巨大な怪魚や海獣を数多く飼っているなど、強力な力を秘めていた。ポセイドーンは彼女に求婚するが、アムピトリーテーは彼を嫌い、その追跡の手から逃れるべくオーケアノスの宮殿に隠れてしまった。ポセイドーンはイルカたちにアムピトリーテーを探させた。すると、一頭のイルカが彼女を発見し、説得してポセイドーンの元へと連れて行った。その結果、ポセイドーンはアムピトリーテーと結婚することができ、この功績を讃えられてイルカは宇宙に上げられ、いるか座になった。
また、ナクソス島で踊っている時にポセイドーンに誘拐されたという説や、馬やイルカを創造して彼女に贈り、それに気を良くしたアムピトリーテーが結婚を承諾したという説もある。
強力な海の女神であるアムピトリーテーを正妻にしたことで、ポセイドーンは大地と共に海をも司るようになったと言われる。この説はポセイドーンは古くは大地を司る神であったことに由来する。

### メドゥーサ
メドゥーサは美しい長髪の女性であり、ポセイドーンが愛するほどの美貌を持っていた。ポセイドーンはメドゥーサと密通を重ねるが、あろうことか処女神アテーナーの神殿で彼女と交わってしまった。アテーナーは怒り狂ったが、高位な大神であるポセイドーンを罰することはできず、代わりにメドゥーサを罰した。アテーナーの怒りによりメドゥーサの自慢の長髪は蛇となり、見る者を石化させてしまう恐ろしい怪物となった。これに抗議したメドゥーサの姉たち、ステンノーとエウリュアレーも同様の姿に変えられた。後にメドゥーサはペルセウスによって首を取られ、その時に飛び散った血と共にポセイドーンとの子であるペーガソスが生まれた。黄金の剣と共にクリューサーオールも生まれた。また、メドゥーサの首はアテーナーの盾に取り付けられ、古代ギリシアでも魔除けとしてメドゥーサの首の絵が描かれるようになった。

## 神話

### ティーターノマキアー
ポセイドーンら兄弟は、王位簒奪を恐れたクロノスによって呑み込まれていたが、ゼウスによって救出された。ポセイドーンはオリュンポス側としてティーターノマキアーに参戦し、ゼウスやハーデースと共にティーターン神族と戦った。その際、キュクロープスから海と大地を操ることのできる三叉の矛を贈られ、以後彼の主要な武器となる。三叉の矛によって宇宙を揺さぶり、ゼウスたちとの共闘によってティーターン神族を敗北させた。

### ギガントマキアー
ポセイドーンは巨人族との戦争であるギガントマキアーにも参戦し、火山や島々を投げ飛ばしては巨人ギガースを戦闘不能にさせていた。また、コース島の岩山をもぎ取り、ギガースの一人であるポリュボーテースに打ち付け、その岩山は後にニーシューロスという火山島になった。岩山に封印されたポリュボーテースが重みに耐えかねて火炎を吹くのである。

### トロイア戦争
トロイア戦争ではトロイアの王ラーオメドーンが城壁を建造した際の報酬を踏み倒した事を根に持っていたため、彼はアカイア側に属している。アカイア勢を常に鼓舞し、ゼウスから参戦許可が下りた後は積極的に介入し、三叉の矛で全世界を揺さぶって威圧した。この宇宙規模の地震は冥界に座するハーデースが恐れおののくほどであった。

### アテーナーとの争い
ポセイドーンは、アテーナイの支配権をめぐりアテーナーと争ったといわれる。2人がアテーナイの民に贈り物をして、より良い贈り物をした方がアテーナイの守護神となることが裁定で決まり、ポセイドーンは三叉の矛で地を撃って塩水の泉を湧かせ、アテーナーはオリーブの木を生じさせた。オリーブの木がより良い贈り物とみなされ、アテーナイはアテーナーのものとなったという。この結果に納得がいかなかったポセイドーンはアテーナイに洪水を起こしたが、ゼウスが仲介してアテーナイのアクロポリスにアテーナーの神殿を、エーゲ海に突き出すスーニオン岬にポセイドーンの神殿を築き、2人は和解した。アテーナイのアクロポリスには、この塩水の泉が枯れずに残っていたといわれる。この他にも、ゼウスやヘーラー、ディオニューソス、ヘーリオスとも領有地争いを起こしている。

#### プラトーンの批判
プラトーンは対話編の中で、この神話について、神々が己にふさわしい地を知らないはずがなく、このような争いがあったとは思われないと批判している。

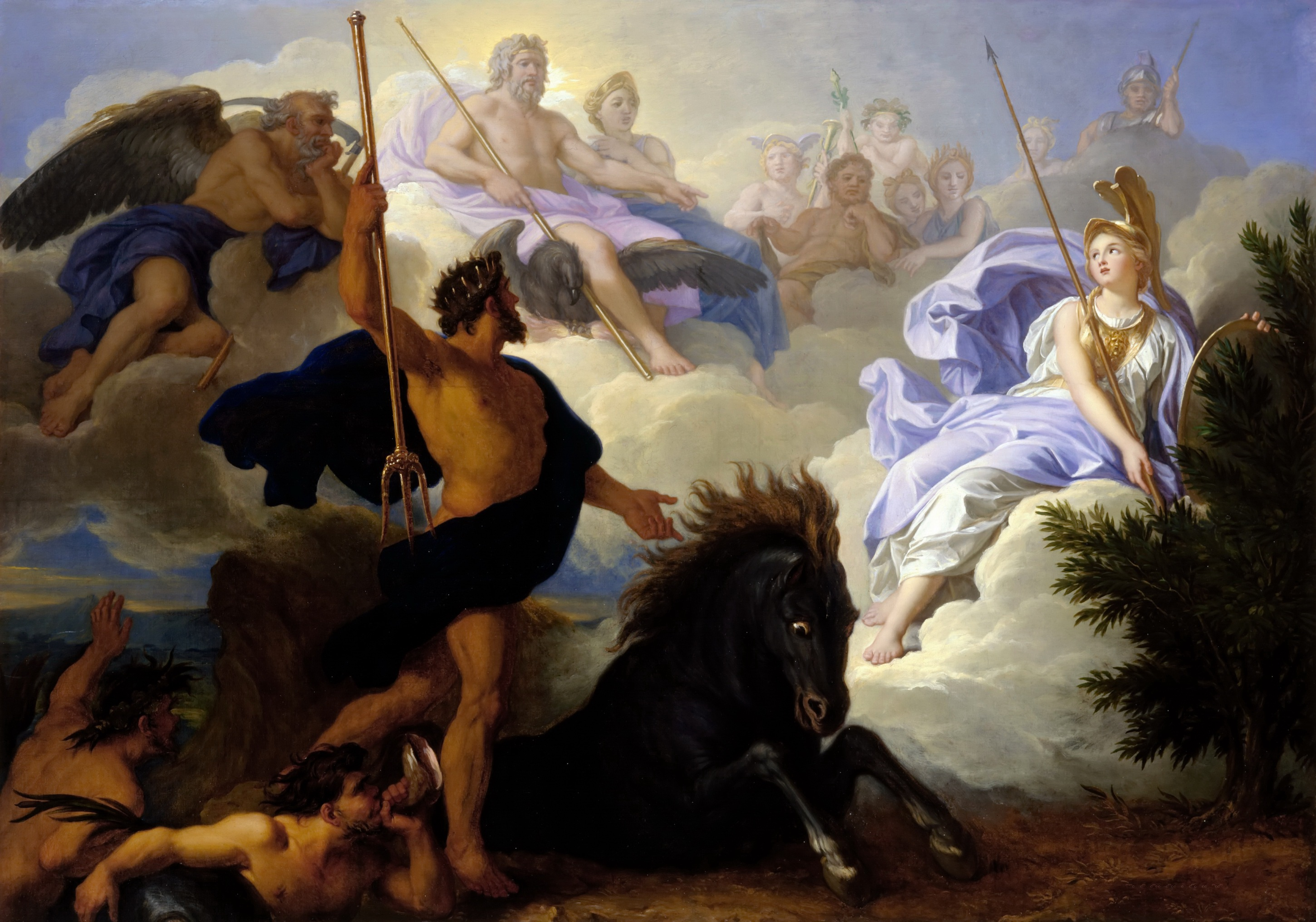
アテーナーとポセイドーンの紛争（ルネ＝アントワーヌ・ウアス作、1689-1706年頃、ヴェルサイユ宮殿蔵）
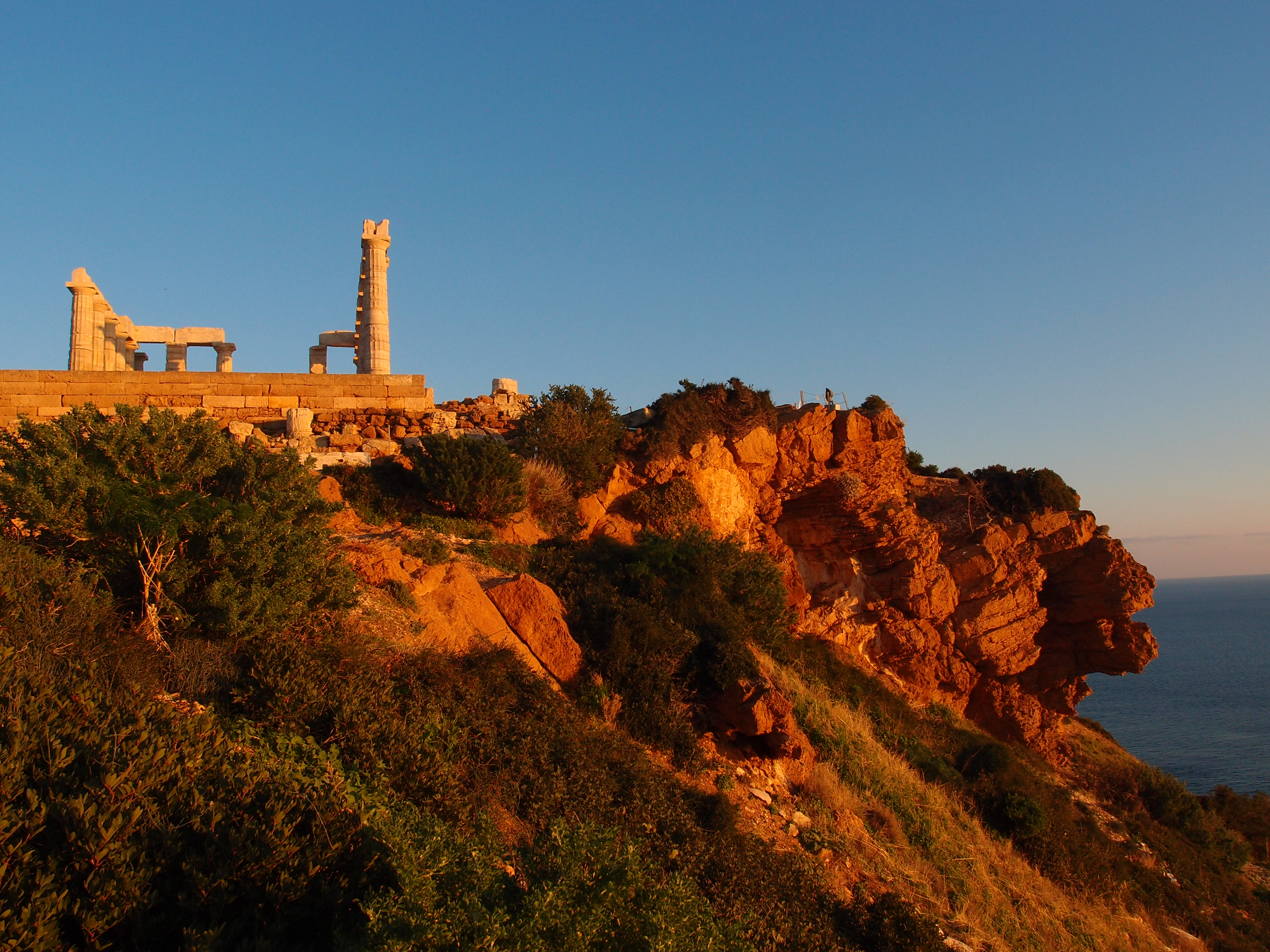
スーニオン岬にあるポセイドーン神殿

### アトランティス
プラトーンは対話編『クリティアス』の中で、ポセイドーンは伝説の大陸アトランティスを自らの割り当ての地として引き受け、その中心に人間の女たちに生ませた子を住まわせたとしている。アトランティス大陸はリビュアとアシアーを合わせたよりも巨大であり、幻の金属オレイカルコスが産出されるなど地下資源に富んでいた。アトランティスの人々はポセイドーンを崇拝し、ポセイドーン神殿や戦車に跨がるポセイドーン像を金や銀、オレイカルコスで建造してはポセイドーンに捧げていた。
しかし、アトランティス原住民と交わり続けたことでアトランティス市民の神性が薄まっていき、堕落の果てに神々を敬わなくなってしまった。これに憤慨したゼウスはオリュンポス山に神々を召集すると、アトランティス大陸を沈めることを知らせた。ゼウスは大雨を降らせてアトランティス大陸を海中に沈ませた。また、ポセイドーンが三叉の矛で大陸を海に引きずり込んだとする説もある。

## 人物
ポセイドーンの性格は荒ぶる海洋に喩えられ、粗野で狂暴な性格で、しばしば傲慢な人間たちを罰した。また、高潮や嵐といった自然現象の脅威によって罰することもあれば、海に住まう巨大な怪物に都市を襲わせることもあった。当時、神々と人類の関係は今日のような個々の関係ではなく、各共同体との関係であったため、傲慢な人間が住まう共同体ごと罰することが基本であった。
神々の中での地位は極めて高く、全物質界を支配しているだけあってその威厳は並外れているが、神々の王ゼウスには逆らえないようである。イーリアスではゼウスと口論をする場面もあるが、ポセイドーンは怒りながらもゼウスの主張を受け入れている。しかし、かつてはポセイドーンがゼウスに対して反乱を起こしたこともあり、実力はゼウスに比肩することを示している。ポセイドーンの反乱はイーリアス内のみでしか言及されておらず、ホメーロスの創作とも言われている。

### ポセイドーンの罰

#### カッシオペイアへの罰
一番有名なエピソードはアイティオピアー王妃のカッシオペイアへの罰である。彼は、自らの美貌は女神にも勝ると豪語したカッシオペイアに対して海の怪物ケートスを送り込んでアイティオピアーを滅ぼそうとした。ポセイドーンの怒りを鎮めるためにアンドロメダーを生け贄として捧げるのだが、通りかかったペルセウスによってアンドロメダーは救出され、ケートスも彼の持っていたメドゥーサの首によって石化して退治された。

#### ラーオメドーンへの罰
報酬を支払う約束を反故にしたトロイア王ラーオメドーンにも海の怪物を送り込んでいる。この海の怪物は巨大であり、凄まじい力を持っていたが、通りかかったヘーラクレースによって退治された。ヘーラクレースはわざと呑み込まれてこの怪物の胃袋に入り込み、三日間も腹の中を暴れ回って内臓を破壊し、この怪物を討伐したのであった。

#### オデュッセウスへの罰
オデュッセウスの放浪の原因を作ったのも彼の怒りであった。ホメーロスの『オデュッセイア』ではキュクロープスのポリュペーモスはポセイドーンの子といわれる。ポリュペーモスは恐ろしい巨人で、オデュッセウス一行が彼の島を訪れた際に、彼らを洞窟へ閉じ込めた。しかしオデュッセウスは得意の策略でポリュペーモスを盲目にし、事なきを得た。このことに怒ったポセイドーンはオデュッセウスの艦隊に嵐を送り込み、オデュッセウスは海上を流されて更に放浪する運命となった。

#### パイアーケス人への罰
オデュッセウスの帰郷を手助けしたパイアーケス人にも罰を下している。巨大な船でオデュッセウスを故郷イタケーへと送り返した帰り、ポセイドーンはその船を石に変えてしまった。同時に船から根を生やして海底に突き刺し、沈まないようにし、石化した船をオデュッセウスを助けたことへの戒めとして海上で固定した。これにより、パイアーケス人はもう二度と客人の帰郷を助けることをしなくなった。

## 信仰
ポセイドーンは海洋を支配する神であったので、海上交易が盛んなイオーニア系ギリシア人が特に信仰していた。そのため、イオーニア人の英雄であるテーセウスはポセイドーンが父親の半神半人であったという伝承も残されている。これは、ドーリス系ギリシア人の英雄であるヘーラクレースの父親がゼウスとされることに対抗する意味も含まれていた。

### 彫刻

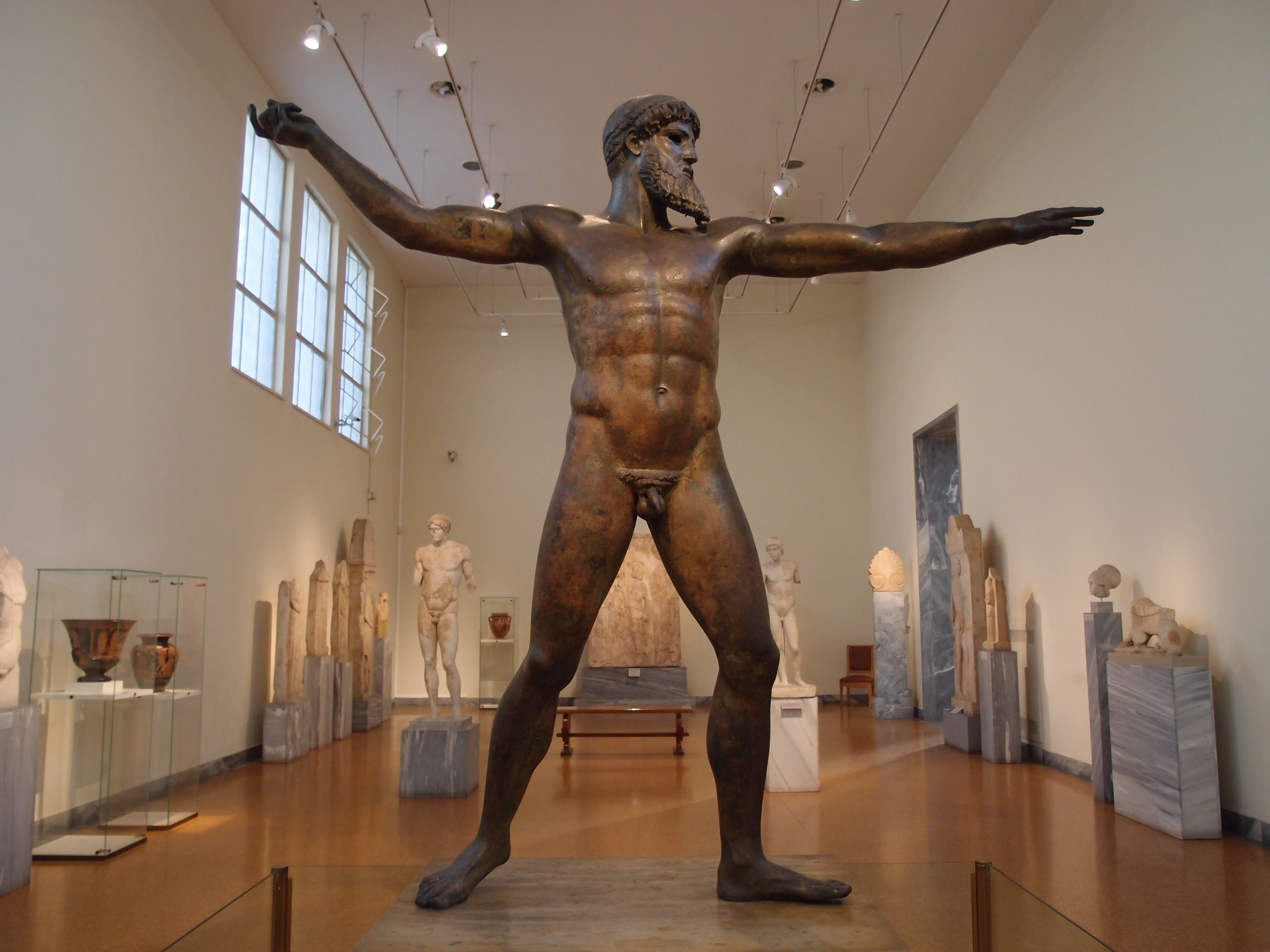
有名なポセイドーンの青銅像（アテネ国立考古学博物館蔵）

ポセイドーンは、ギリシア彫刻の多くにおいて堂々とした威厳ある壮年の男性の姿で描かれる。アルテミーシオン沖で発掘された古代盛期の青銅像が著名である。この像ではポセイドーンは裸体で三叉の矛（紛失してしまっている）を構えた立像となっている。これを雷霆を投げるゼウスの像とする説もあり、ゼウス像として紹介する場合も少なくない。

### イストミア大祭
古代ギリシアでは、2年に1度、古代オリンピックの前後の年に、ポセイドーンを讃えるイストミア大祭という競技会が開かれていた。この大祭は全ギリシア的競技祭であり、古代オリンピック、ピューティア大祭、ネメア大祭と並んでギリシア四大競技会のひとつに数えられた。
元はシーシュポスがメリケルテースの慰霊祭として始めたが、ポセイドーンの息子とも言われるテーセウスが大規模な改革を施した。閉鎖的な夜の儀式に過ぎなかった慰霊祭は、本格的な大競技会へと発展を遂げ、ヘーラクレースが創始したと伝えられる古代オリンピックに匹敵する大祭となった。競技の優勝者には、ポセイドーンの聖木である松の冠が与えられ、像や祝勝歌などが作られた。イストミア大祭はアテーナイ人との繋がりが強く、ペロポネーソス戦争中であっても、アテーナイ人はイストミア大祭に出場しに来たという。

### ローマ神話
ローマ神話におけるネプトゥーヌスと同一視された。古代ローマでは、はじめ馬の神として崇拝され、また競馬の神とされた。ローマでは競馬場の近くにネプトゥーヌスの神殿が建てられた（紀元前25年）。祭日ネプトゥーナーリアは7月23日に行われた。ネプチューンは海王星の名前の由来となった。